# Athetis expolita
Athetis expolita är en fjärilsart som beskrevs av Butler 1876. Athetis expolita ingår i släktet Athetis och familjen nattflyn. Inga underarter finns listade i Catalogue of Life.